# Ikara Colt
Ikara Colt era una banda de art-rock formada por estudiantes de arte de la London Guildhall University. Su carrera musical duró de 1999 a 2005. La banda dijo a la prensa que su intención era separarse antes de convertirse en un "atuendo viejo, cansado y aburrido" ("turn into some old, tired and jaded outfit"), y sólo lanzaron dos álbumes. En el Reino Unido la banda había firmado con el sello independiente londinense Fantastic Plastic Records, mientras que Epitaph distribuía sus discos en Estados Unidos.

## Miembros de la banda
- Claire Ingram (guitarra/coros)
- Paul Resende (vocalista)
- Dominic Young (batería)
- Jon Ball (bajo) 1999-2003
- Tracy Bellaries (bajo) 2003-2005

## Discografía

### Álbumes
- Chat and Business - (marzo de 2002)
- Modern Apprentice - (junio de 2004)

### Singles
- Sink Venice - (2001)
- One Note - (2001)
- Rudd - (2002)
- Basic Instructions EP - (2002)
- Live at the Astoria - (2003)
- Wanna Be That Way - (2002)
- Wake in the City - (2002)
- Modern Feeling - (2002)